# Etno-regionalismo
Nelle discipline umane, sociali e politologiche la formula etno-regionalismo è utilizzata per descrivere quei fenomeni e comportamenti individuali e collettivi finalizzati a definire, modellare e narrare identità collettive come etnie a base regionale-territoriale. 
Questo tipo di ricorso al territorio come elemento fondante l'identità collettiva lo si riscontra in contesti etnici "deboli", ancora non ben definiti.
Esempi di movimenti etno-regionalisti in area italiana sono stati individuati dagli studiosi nella Liga Veneta, Lega Lombarda e nella Lega Nord.